# Llista d'asteroides/185501-185600
| Nom             | Designació provisional | Data de descobriment   | Lloc de descobriment | Descobridor/s          |
| --------------- | ---------------------- | ---------------------- | -------------------- | ---------------------- |
| 185501 -        | 2007 TR57              | 4 d'octubre de 2007    | Kitt Peak            | Spacewatch             |
| 185502 -        | 2007 TF126             | 6 d'octubre de 2007    | Kitt Peak            | Spacewatch             |
| 185503 -        | 2007 TK165             | 11 d'octubre de 2007   | Socorro              | LINEAR                 |
| 185504 -        | 2007 TQ230             | 8 d'octubre de 2007    | Kitt Peak            | Spacewatch             |
| 185505 -        | 2007 TU251             | 12 d'octubre de 2007   | Anderson Mesa        | LONEOS                 |
| 185506 -        | 2007 TJ315             | 12 d'octubre de 2007   | Kitt Peak            | Spacewatch             |
| 185507 -        | 2007 TE335             | 11 d'octubre de 2007   | Kitt Peak            | Spacewatch             |
| 185508 -        | 2007 TO335             | 11 d'octubre de 2007   | Kitt Peak            | Spacewatch             |
| 185509 -        | 2007 TJ361             | 14 d'octubre de 2007   | Mount Lemmon         | Mount Lemmon Survey    |
| 185510 -        | 2007 TA364             | 14 d'octubre de 2007   | Mount Lemmon         | Mount Lemmon Survey    |
| 185511 -        | 2007 TR414             | 15 d'octubre de 2007   | Lulin Observatory    | LUSS                   |
| 185512 -        | 2007 UL                | 16 d'octubre de 2007   | RAS                  | A. Lowe                |
| 185513 -        | 2007 UY46              | 20 d'octubre de 2007   | Catalina             | CSS                    |
| 185514 -        | 2007 UE79              | 30 d'octubre de 2007   | Mount Lemmon         | Mount Lemmon Survey    |
| 185515 -        | 2007 UW104             | 30 d'octubre de 2007   | Kitt Peak            | Spacewatch             |
| 185516 -        | 2007 UB116             | 31 d'octubre de 2007   | Kitt Peak            | Spacewatch             |
| 185517 -        | 2007 VQ28              | 2 de novembre de 2007  | Kitt Peak            | Spacewatch             |
| 185518 -        | 2007 VG51              | 1 de novembre de 2007  | Kitt Peak            | Spacewatch             |
| 185519 -        | 2007 VT63              | 1 de novembre de 2007  | Kitt Peak            | Spacewatch             |
| 185520 -        | 2007 VM65              | 1 de novembre de 2007  | Kitt Peak            | Spacewatch             |
| 185521 -        | 2007 VA67              | 2 de novembre de 2007  | Kitt Peak            | Spacewatch             |
| 185522 -        | 2007 VH75              | 3 de novembre de 2007  | Kitt Peak            | Spacewatch             |
| 185523 -        | 2007 VZ145             | 4 de novembre de 2007  | Kitt Peak            | Spacewatch             |
| 185524 -        | 2007 VK162             | 5 de novembre de 2007  | Kitt Peak            | Spacewatch             |
| 185525 -        | 2007 VJ164             | 5 de novembre de 2007  | Mount Lemmon         | Mount Lemmon Survey    |
| 185526 -        | 2007 VT190             | 8 de novembre de 2007  | Kitt Peak            | Spacewatch             |
| 185527 -        | 2007 VE238             | 13 de novembre de 2007 | Anderson Mesa        | LONEOS                 |
| 185528 -        | 2007 VR243             | 11 de novembre de 2007 | OAM                  | OAM                    |
| 185529 -        | 2007 WE12              | 17 de novembre de 2007 | Catalina             | CSS                    |
| 185530 -        | 2007 WT12              | 17 de novembre de 2007 | Kitt Peak            | Spacewatch             |
| 185531 -        | 2007 WR23              | 18 de novembre de 2007 | Mount Lemmon         | Mount Lemmon Survey    |
| 185532 -        | 2007 WR42              | 18 de novembre de 2007 | Mount Lemmon         | Mount Lemmon Survey    |
| 185533 -        | 2007 WG53              | 17 de novembre de 2007 | Eskridge             | Eskridge               |
| 185534 -        | 2007 WP54              | 19 de novembre de 2007 | Mount Lemmon         | Mount Lemmon Survey    |
| 185535 -        | 2007 WH56              | 28 de novembre de 2007 | Purple Mountain      | PMO NEO Survey Program |
| 185536 -        | 2007 XS3               | 3 de desembre de 2007  | Catalina             | CSS                    |
| 185537 -        | 2007 XK12              | 4 de desembre de 2007  | Kitt Peak            | Spacewatch             |
| 185538 -        | 2007 XD28              | 14 de desembre de 2007 | Purple Mountain      | PMO NEO Survey Program |
| 185539 -        | 2007 XS28              | 15 de desembre de 2007 | Kitt Peak            | Spacewatch             |
| 185540 -        | 2007 XQ32              | 15 de desembre de 2007 | Kitt Peak            | Spacewatch             |
| 185541 -        | 2007 XE33              | 15 de desembre de 2007 | Kitt Peak            | Spacewatch             |
| 185542 -        | 2007 XM39              | 13 de desembre de 2007 | Socorro              | LINEAR                 |
| 185543 -        | 2007 XY39              | 13 de desembre de 2007 | Socorro              | LINEAR                 |
| 185544 -        | 2007 YN28              | 18 de desembre de 2007 | Mount Lemmon         | Mount Lemmon Survey    |
| 185545 -        | 2007 YH31              | 28 de desembre de 2007 | Kitt Peak            | Spacewatch             |
| 185546 -        | 2007 YU31              | 28 de desembre de 2007 | Lulin Observatory    | LUSS                   |
| 185547 -        | 2007 YS33              | 28 de desembre de 2007 | Kitt Peak            | Spacewatch             |
| 185548 -        | 2007 YG45              | 30 de desembre de 2007 | Mount Lemmon         | Mount Lemmon Survey    |
| 185549 -        | 2007 YX52              | 30 de desembre de 2007 | Catalina             | CSS                    |
| 185550 -        | 2007 YP57              | 28 de desembre de 2007 | Kitt Peak            | Spacewatch             |
| 185551 -        | 2007 YT58              | 30 de desembre de 2007 | Catalina             | CSS                    |
| 185552 -        | 2007 YY58              | 31 de desembre de 2007 | Catalina             | CSS                    |
| 185553 -        | 2008 AX4               | 7 de gener de 2008     | Lulin Observatory    | LUSS                   |
| 185554 Bikushev | 2008 AB5               | 7 de gener de 2008     | Lulin Observatory    | LUSS                   |
| 185555 -        | 2008 AP8               | 10 de gener de 2008    | Kitt Peak            | Spacewatch             |
| 185556 -        | 2008 AY8               | 10 de gener de 2008    | Kitt Peak            | Spacewatch             |
| 185557 -        | 2008 AF16              | 10 de gener de 2008    | Mount Lemmon         | Mount Lemmon Survey    |
| 185558 -        | 2008 AG19              | 10 de gener de 2008    | Mount Lemmon         | Mount Lemmon Survey    |
| 185559 -        | 2008 AO22              | 10 de gener de 2008    | Mount Lemmon         | Mount Lemmon Survey    |
| 185560 -        | 2008 AQ31              | 7 de gener de 2008     | OAM                  | OAM                    |
| 185561 -        | 2008 AV31              | 12 de gener de 2008    | OAM                  | OAM                    |
| 185562 -        | 2008 AU32              | 13 de gener de 2008    | Mallorca             | Mallorca               |
| 185563 -        | 2008 AL34              | 10 de gener de 2008    | Kitt Peak            | Spacewatch             |
| 185564 -        | 2008 AO42              | 10 de gener de 2008    | Catalina             | CSS                    |
| 185565 -        | 2008 AR42              | 10 de gener de 2008    | Catalina             | CSS                    |
| 185566 -        | 2008 AY43              | 10 de gener de 2008    | Kitt Peak            | Spacewatch             |
| 185567 -        | 2008 AQ59              | 11 de gener de 2008    | Kitt Peak            | Spacewatch             |
| 185568 -        | 2008 AE71              | 12 de gener de 2008    | Kitt Peak            | Spacewatch             |
| 185569 -        | 2008 AS77              | 12 de gener de 2008    | Kitt Peak            | Spacewatch             |
| 185570 -        | 2008 AA78              | 12 de gener de 2008    | Kitt Peak            | Spacewatch             |
| 185571 -        | 2008 AT98              | 14 de gener de 2008    | Kitt Peak            | Spacewatch             |
| 185572 -        | 2008 AP103             | 15 de gener de 2008    | Mount Lemmon         | Mount Lemmon Survey    |
| 185573 -        | 2008 AE106             | 15 de gener de 2008    | Mount Lemmon         | Mount Lemmon Survey    |
| 185574 -        | 2008 BV4               | 16 de gener de 2008    | Kitt Peak            | Spacewatch             |
| 185575 -        | 2008 BF15              | 29 de gener de 2008    | Junk Bond            | D. Healy               |
| 185576 Covichi  | 2008 BL15              | 26 de gener de 2008    | La Cañada            | La Cañada              |
| 185577 -        | 2008 BA16              | 28 de gener de 2008    | Lulin Observatory    | LUSS                   |
| 185578 -        | 2008 BJ16              | 28 de gener de 2008    | OAM                  | OAM                    |
| 185579 -        | 2008 BS16              | 29 de gener de 2008    | OAM                  | OAM                    |
| 185580 -        | 2008 BV18              | 29 de gener de 2008    | OAM                  | OAM                    |
| 185581 -        | 2008 BM20              | 30 de gener de 2008    | Catalina             | CSS                    |
| 185582 -        | 2008 BZ20              | 30 de gener de 2008    | Mount Lemmon         | Mount Lemmon Survey    |
| 185583 -        | 2008 BG22              | 31 de gener de 2008    | Mount Lemmon         | Mount Lemmon Survey    |
| 185584 -        | 2008 BW22              | 31 de gener de 2008    | Mount Lemmon         | Mount Lemmon Survey    |
| 185585 -        | 2008 BF23              | 31 de gener de 2008    | Mount Lemmon         | Mount Lemmon Survey    |
| 185586 -        | 2008 BJ24              | 30 de gener de 2008    | Kitt Peak            | Spacewatch             |
| 185587 -        | 2008 BR24              | 30 de gener de 2008    | OAM                  | OAM                    |
| 185588 -        | 2008 BH26              | 30 de gener de 2008    | Catalina             | CSS                    |
| 185589 -        | 2008 BS31              | 30 de gener de 2008    | Mount Lemmon         | Mount Lemmon Survey    |
| 185590 -        | 2008 BJ33              | 30 de gener de 2008    | Kitt Peak            | Spacewatch             |
| 185591 -        | 2008 BP35              | 30 de gener de 2008    | Kitt Peak            | Spacewatch             |
| 185592 -        | 2008 BR35              | 30 de gener de 2008    | Kitt Peak            | Spacewatch             |
| 185593 -        | 2008 BC41              | 30 de gener de 2008    | Catalina             | CSS                    |
| 185594 -        | 2008 BG42              | 31 de gener de 2008    | Catalina             | CSS                    |
| 185595 -        | 2008 CR2               | 1 de febrer de 2008    | Mount Lemmon         | Mount Lemmon Survey    |
| 185596 -        | 2008 CP3               | 2 de febrer de 2008    | Kitt Peak            | Spacewatch             |
| 185597 -        | 2008 CH4               | 2 de febrer de 2008    | Kitt Peak            | Spacewatch             |
| 185598 -        | 2008 CY5               | 7 de febrer de 2008    | RAS                  | A. Lowe                |
| 185599 -        | 2008 CJ7               | 2 de febrer de 2008    | Kitt Peak            | Spacewatch             |
| 185600 -        | 2008 CT14              | 3 de febrer de 2008    | Kitt Peak            | Spacewatch             |